# Ewa Piaskowska
Ewa Piaskowska (ur. 12 października 1973 w Kolnie) – polska producentka i scenarzystka filmowa, współwłaścicielka firmy producenckiej Skopia Film, członkini Polskiej Akademii Filmowej, Europejskiej Akademii Filmowej (EFA) i Amerykańskiej Akademii Filmowej (AMPAS).
Ukończyła studia w Instytucie Historii Sztuki na Uniwersytecie Warszawskim oraz program Film, Television and New Media na UCLA.

## Filmografia
- 2001: Owoce miłości (montaż)
- 2008: Cztery noce z Anną (scenariusz, producent wykonawczy)
- 2010: Essential Killing (scenariusz, producent)
- 2012: Ixjana (koproducent)
- 2015: 11 minut (producent)
- 2017: Czarna Madonna (scenariusz), wideoklip do utworu Organka
- 2020: W domu[2] (scenariusz, zdjęcia)
- 2022: IO (scenariusz, producent)